# 福澤満雄
福澤 満雄（ふくざわ みつお、1937年-）は、東京都品川区生まれ、日本のプロテスタント福音派牧師、巡回伝道者。
妻:福澤圭子(旧姓・二杉)
長女　智恵子
次女　路得子
長男　牧人(宣教師、牧師)

## 生い立ち
日蓮宗の家に生まれる。父はボルネオ島に出征し、敗戦後に酒乱になった。父親に虐待されながら、極度の貧困の中に育ち、小学生4年の頃から、妹と野菜泥棒をして飢えをしのいだ。

## 就職
中卒でニコンに就職し、ブルーカラー職となる。高卒や大卒はホワイトカラーだった。父親は家族を虐待し、家の中を破壊した。17歳の時ついに母親に暴力をふるう父親を刺し殺そうとするが、母は泣きながらとめた。ニコンの地下室で行われていた聖書研究会に出るようになり、その勧めで教会の礼拝にも出席するようになった。一年後の8月、牧師がイエス・キリストをいのちがけで信じていると悟った福澤は、牧師の許に行き、イエス・キリストを信じて悔い改める祈りをした。

## ミニストリー
8年間ニコンで働いた後、両親に神学校に行くと告げると、父はヤソの坊主にだまされていると言い、母は給料が無くなると言って泣いた。東京聖書学院を卒業してクリスチャンの女性と結婚し、開拓伝道をはじめるが、崩壊家庭で父親に虐待されて育った福澤牧師は、しつけらしいしつけを受けておらず、妻を愛することも出来なかった。妻は福澤牧師に母親代わりとなって、食事のマナーを教えると言った。
父親は死ぬ一ヶ月前にイエス・キリストを信じ、56歳で召天していた。それでも、福澤は父親に虐待される夢に、苦しめられていた。50歳のとき牧師夫人がオリーブ油を塗って祈ると、悪夢から解放された。
父の学校で変化を経験した福澤牧師は、その講師として活躍している。

## 著書
- 『イエスさまのかばん持ち』いのちのことば社
- 『人生のターニングポイント』いのちのことば社
- 『脱出への道』新生運動
- 『愛されるために』いのちのことば社
- 『主とともに歩む』いのちのことば社
- 『「信仰」という名の虐待』マインド・コントロール研究所　いのちのことば社　共著

### トラクト
- 『ひとりで泣かないで』 プレイズ出版

### CD
- 『キリスト教会の「カルト化」を考える』FEBC